# Великокнязівська Вельможність

Геральдична Великокнязівська корона

Великокнязівська Вельможність (англ.: Grand Ducal Highness; абрв.: HGDH) — форма звертання, що застосовують до неправлячих членів деяких монарших родин на чолі з Великим князем. 
В Середні віки було поширено в Священній Римській імперії, Німецьких князівствах, Речі Посполитій, Великому князівстві Литовському, Руському і Жемантійському та інших Великих князівствах.

## Використання
В Середньвіччя у Великих князівствах до правлячих монархів не існувало загальноприйнятої форми звертання. А тим більше не існувало загального титулу для неправлячих членів великокнязівських родів. 
До них звертались Ваша Ясносте, Ваша Вельможносте, Ваша Князівська Ясновельможносте, тощо. 
З ХІХ ст. до правлячого Великого князя, його спадкоємця і їх подружжя почали застосовувати форму звертання Королівська Вельможність. А чоловіча лінія нащадків правлячого Великого князя, крім спадкоємця, використовувала титул Великокнязівська Вельможність. 
Цієї практики дотримувались правлячі сім'ї Великого князівства Люксембургу, Гессе і Рейну та Бадена. 
Інші великокняжі роди або перестали правити як Великі князі до того часу, як ця система титулування набула загальноприйнятого поширення — після Віденського конгресу 1815 року, або надавали молодшим синам лише титул «Вельможності» (Мекленбург-Шверин, Мекленбург-Стріліц, Ольденбург, Сакс-Веймар . 
Великі князі Російської імперії, діти або онуки імператора Російської імперії використовували стиль звертання «Імператорської Високості». Великі князі Тоскани використовували для себе титул Королівської Вельможності, але незрозуміло, яким стилем користувалися інші члени їх родини. 
На той час, коли система різних рангів Вельможності набула сталого офіційного використання для родичів правителів (у XVIII ст.), Тосканські великі князі вже були під владою Австро-Угорщини. Як такі вони мали титул ерцкнязя і використовували стиль звертання Імператорської та Королівської Вельможності.
В наш час цим звертанням користується лише колишня правляча родина Баденів, оскільки Гессійська великокняжа родина вимерла.
Нині кожна правляча династія монархів не використовує цей титул, хоча останнім часом його використовували молодші сестри покійної Великої княгині Шарлотти Люксембурзької. З моменту одруження Великої княгині Шарлотти з принцом Фелікс Бурбон-Пармським, усі їхні нащадки по чоловічій лінії використовували титул Королівської Вельможності, яким він їх наділив.

## Статус
У більшості країн Європи титул Великокнязівської Вельможності був нижчого рангу, ніж Королівська Вельможність та Імператорська Високість, але вищий за Вельможність та Ясновельможність. 
Якщо жінка з титулом Королівської Вельможності брала шлюб з чоловіком з титулом Великокнязівської Вельможності, жінка зазвичай зберігала свій передшлюбний титул. Крім того, якщо жінка з чином Великокнязівської Вельможності брала шлюб з чоловіком з титулом Ясновельможності, вона зберегла свій дошлюбний ранг. 
Однак якщо жінка, що має титул Великокнязівської Вельможності, одружувалась з чоловіком, що має титул Королівської Вельможності чи Імператорської Вельможності, вона, відповідно до усталеної традиції присвоєння титулів, отримує титул чоловіка — Імператорська Вельможність або Королівська Вельможність. 
Молодші сини (кадети) великокняжих родів, які носили лише титул Вельможності, ipso facto не вважались нижчими за званням та за рангом, ніж кадети великокняжих родів, що мають право на титул Великокнязівської Вельможності.